# Jens Söring
 (novembre 2023).
La mise en forme du texte ne suit pas les recommandations de Wikipédia : il faut le « wikifier ».
Les points d'amélioration suivants sont les cas les plus fréquents :
- Les titres sont pré-formatés par le logiciel. Ils ne sont ni en capitales, ni en gras.
- Le texte ne doit pas être écrit en capitales (les noms de famille non plus), ni en gras, ni en italique, ni en « petit »…
- Le gras n'est utilisé que pour surligner le titre de l'article dans l'introduction, une seule fois.
- L'italique est rarement utilisé : mots en langue étrangère, titres d'œuvres, noms de bateaux, etc.
- Les citations ne sont pas en italique mais en corps de texte normal. Elles sont entourées par des guillemets français : « et ».
- Les listes à puces sont à éviter, des paragraphes rédigés étant largement préférés. Les tableaux sont à réserver à la présentation de données structurées (résultats, etc.).
- Les appels de note de bas de page (petits chiffres en exposant, introduits par l'outil «  Source ») sont à placer entre la fin de phrase et le point final[comme ça].
- Les liens internes (vers d'autres articles de Wikipédia) sont à choisir avec parcimonie. Créez des liens vers des articles approfondissant le sujet. Les termes génériques sans rapport avec le sujet sont à éviter, ainsi que les répétitions de liens vers un même terme.
- Les liens externes sont à placer uniquement dans une section « Liens externes », à la fin de l'article. Ces liens sont à choisir avec parcimonie suivant les règles définies. Si un lien sert de source à l'article, son insertion dans le texte est à faire par les notes de bas de page.
- La présentation des références doit suivre les conventions bibliographiques. Il est recommandé d'utiliser les modèles {{Ouvrage}}, {{Chapitre}}, {{Article}}, {{Lien web}} et/ou {{Bibliographie}}. Le mode d'édition visuel peut mettre en forme automatiquement les références.
- Insérer une infobox (cadre d'informations à droite) n'est pas obligatoire pour parachever la mise en page.

Pour une aide détaillée, merci de consulter Aide:Wikification.
Si vous pensez que ces points ont été résolus, vous pouvez retirer ce bandeau et améliorer la mise en forme d'un autre article.
Jens Söring serait un double meurtrier allemand. Il s'est fait connaître pour avoir organisé une campagne médiatique qui a duré des années pour prouver son éventuelle innocence.
Jens Söring est le fils de diplomates allemands et a grandi aux États-Unis. Lui et sa petite amie Elizabeth Haysom ont développé des fantasmes de violence contre les parents de celle-ci. En 1985, Söring, 19 ans, aurait brutalement assassiné le couple Haysom dans le comté de Bedford, en Virginie. Après que les soupçons se soient portés sur Haysom et Söring, le couple a fui les États-Unis à travers le monde. En 1986, ils furent arrêtés en Grande-Bretagne pour fraude par chèque, et, une fois leur véritable identité découverte, extradés vers les États-Unis,.
Il a avoué le crime à quatre reprises devant différents enquêteurs au Royaume-Uni, aux États-Unis et devant un procureur allemand. Lors du procès en 1990, Söring est revenu sur ses aveux.
Elizabeth Haysom a plaidé coupable de complicité dans les meurtres et a été condamnée à 90 ans de prison.
Soering a lancé une campagne pour éviter la prison afin de prouver son innocence. Il déposait chaque année une demande de grâce.
L'organisme responsable de l'État américain de Virginie a décidé en novembre 2019 de libérer Söring sous probation, de l'expulser vers l'Allemagne et de lui interdire de rentrer dans le pays.
Haysom, originaire du Canada, a également été expulsé.